# Кон-Минервуа
Кон-Минервуа́ (фр. Caunes-Minervois) — коммуна во Франции, находится в регионе Лангедок — Руссильон. Департамент коммуны — Од. Входит в состав кантона Пейрьяк-Минервуа. Округ коммуны — Каркасон.
Код INSEE коммуны — 11081.

## Население
Население коммуны на 2008 год составляло 1598 человек.
| 1962 | 1968 | 1975 | 1982 | 1990 | 1999 | 2008 |
| ---- | ---- | ---- | ---- | ---- | ---- | ---- |
| 1649 | 1681 | 1512 | 1550 | 1527 | 1476 | 1598 |

## Экономика
В 2007 году среди 870 человек в трудоспособном возрасте (15—64 лет) 600 были экономически активными, 270 — неактивными (показатель активности — 69,0 %, в 1999 году было 67,8 %). Из 600 активных работали 519 человек (283 мужчины и 236 женщин), безработных было 81 (35 мужчин и 46 женщин). Среди 270 неактивных 73 человека были учениками или студентами, 111 — пенсионерами, 86 были неактивными по другим причинам.

## Фотогалерея

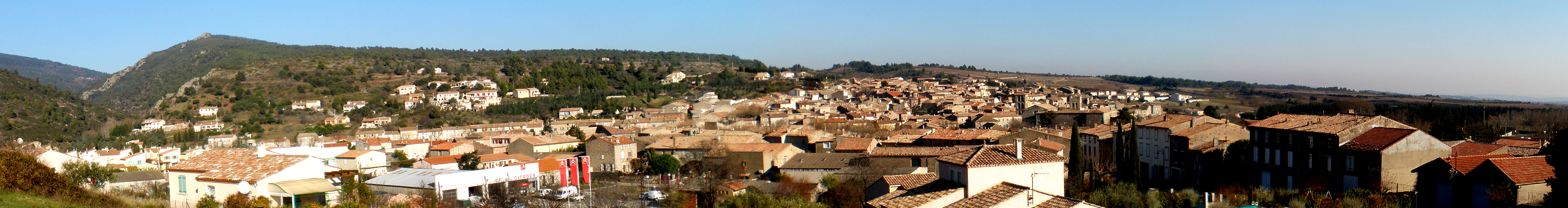
Кон-Минервуа (панорама)

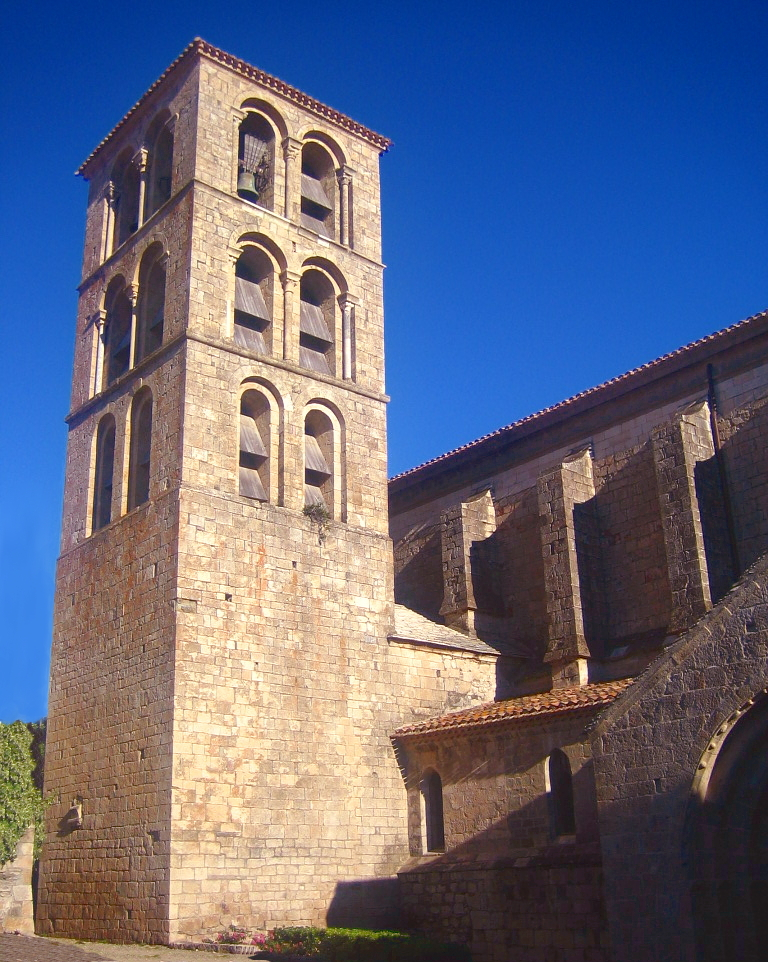
Северная колокольня монастыря
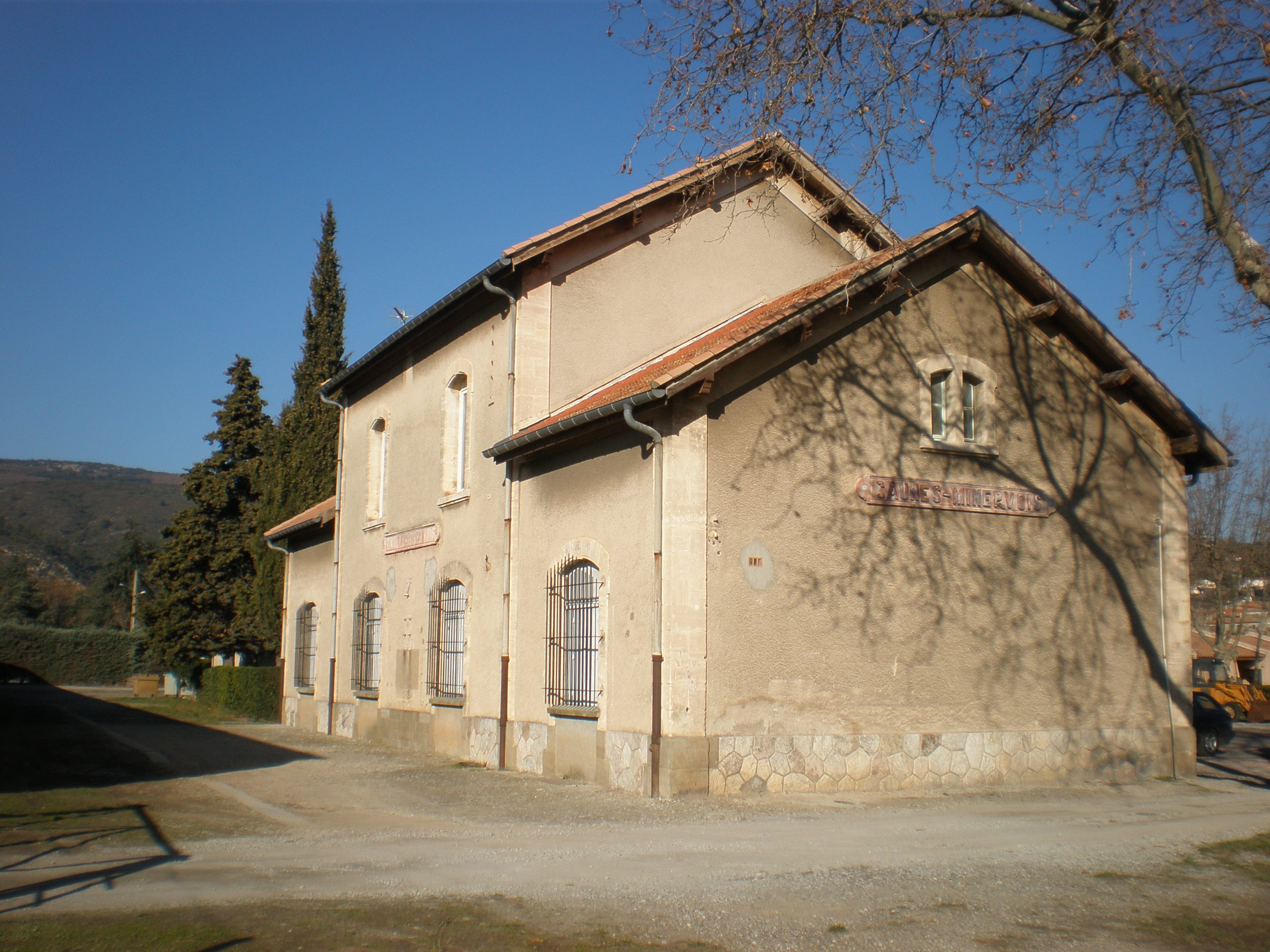
Старый ж/д вокзал, в настоящее время мастерская по обработке мрамора
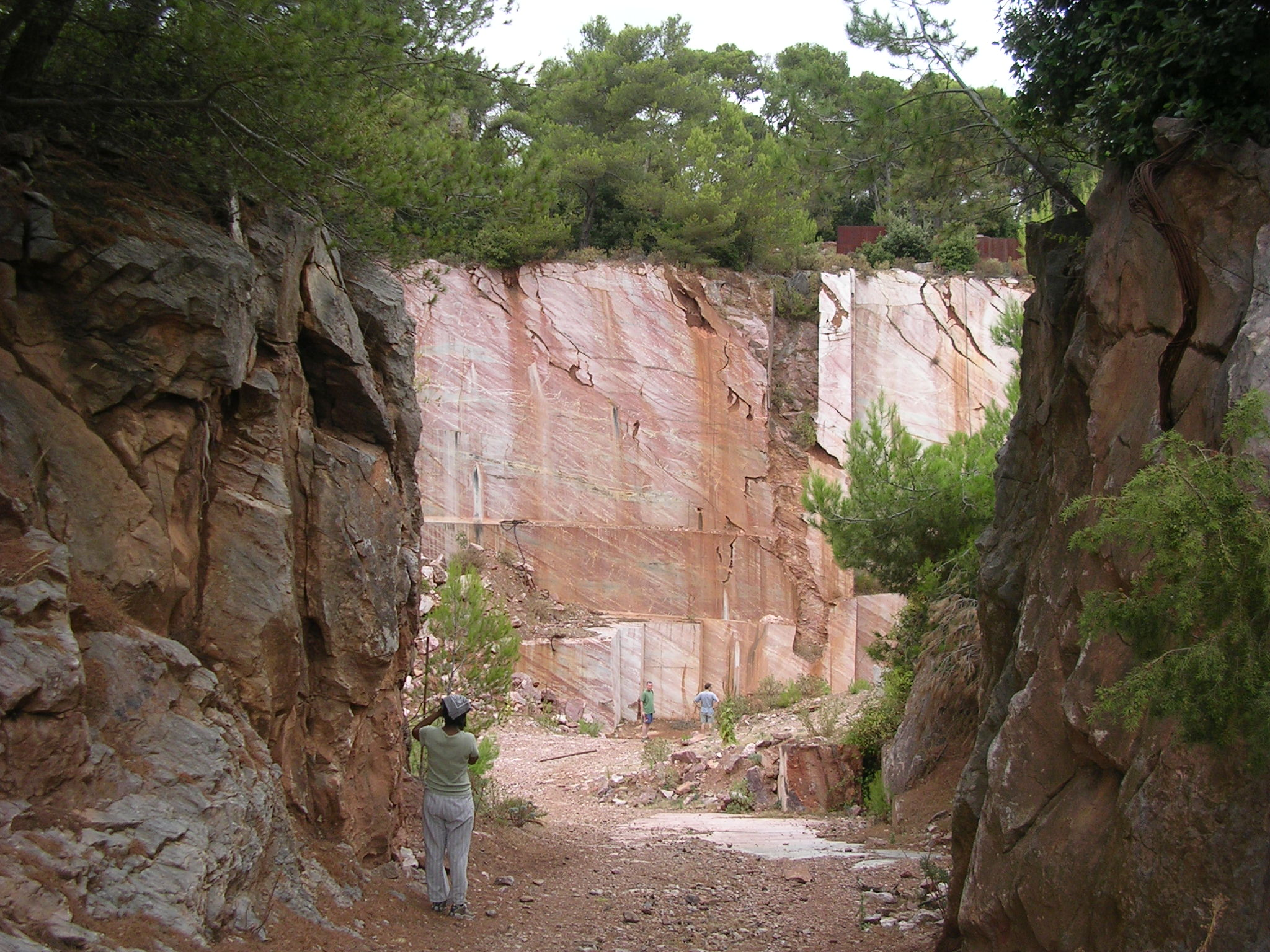
Законсервированный мраморный карьер
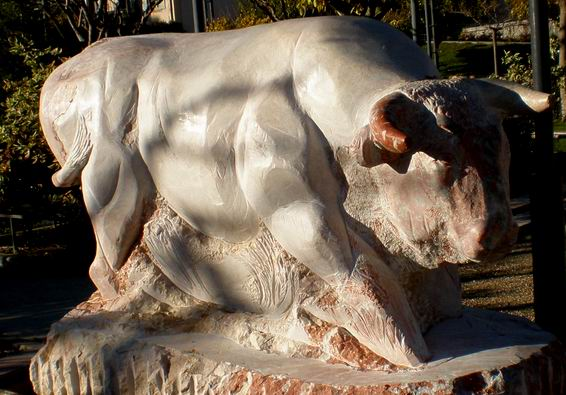
Мраморная скульптура